# RDF Schema

Esempio di grafo RDF(S)

RDF Schema ("Resource Description Framework Schema", talvolta abbreviato in RDFS, RDF(S), RDF-S, o RDF/S) è un insieme di classi e proprietà RDF costituente un'estensione del vocabolario base di RDF.
La prima versione venne pubblicata dal World Wide Web Consortium (W3C) nell'aprile del 1998, e la raccomandazione W3C definitiva fu pubblicata nel febbraio 2004. Diverse componenti RDFS sono incluse nel linguaggio più espressivo OWL.
RDFS aggiunge a RDF la possibilità esprimere alcune proprietà ontologiche intensionali di base. Ad esempio, permette di dichiarare che ogni oggetto che è istanza di una certa classe è istanza anche di una classe di livello superiore. Oppure, permette di dichiarare che solo gli elementi che sono istanze di una certa classe possono avere una certa proprietà.

## Costrutti principali
I costrutti RDFS principali sono le classi e proprietà. Esistono poi altri costrutti, definiti come "utility property", che sono particolari istanze di rdf:Property.

### Classi
- rdfs:Resource è la classe contenente tutto. Tutto ciò che è descritto in RDF è una risorsa.
- rdfs:Class indica che una risorsa è una  classe contenente altre risorse.

Un esempio tipico di rdfs:Class è foaf:Person, nel vocabolario FOAF. Un'istanza di foaf:Person è una risorsa che è collegata alla classe foaf:Person tramite la proprietà rdf:type, che indica il tipo (o, appunto, la classe) di un particolare elemento. Ad esempio, la frase in linguaggio naturale "Mario è una persona" viene formalizzata nel modo seguente:
```
ex
:
Mario
		
rdf
:
type
	
foaf
:
Person

```

La definizione di rdfs:Class è ricorsiva: rdfs:Class è una classe di classi, quindi è istanza di se stessa:
```
rdfs
:
Class
	
rdf
:
type
	
rdfs
:
Class

```

Le altre classi descritte nelle specifiche RDF(S) sono:
- rdfs:Literal – valori letterali, come stringhe o numeri. I letterali possono essere semplici o tipati, ovvero aventi o meno un tipo associato.
- rdfs:Datatype – la classe dei tipi di dato. rdfs:Datatype è sia istanza che sottoclasse di rdfs:Class. Ogni istanza di rdfs:Datatype è sottoclasse di rdfs:Literal.
- rdf:XMLLiteral – la classe dei letterali XML. rdf:XMLLiteral è istanza di rdfs:Datatype (e quindi sottoclasse di rdfs:Literal).
- rdf:Property – la classe delle proprietà.

### Proprietà
Le proprietà sono istanze di rdf:Property e descrivono una relazione tra le risorse soggetto e le risorse oggetto. Una proprietà, quando utilizzata come tale, viene detta "predicato".
- rdfs:domain definisce il dominio di un'altra proprietà, ovvero la classe del soggetto di cui tale proprietà è predicato.
- rdfs:range definisce il codominio di un'altra proprietà, ovvero la classe dell'oggetto di cui tale proprietà è predicato.

Ad esempio, le seguenti dichiarazioni sono utilizzate per esprimere la proprietà ex:impiegato avente come soggetto una risorsa di tipo foaf:Person e come oggetto una risorsa di tipo foaf:Organization:
```
ex
:
impiegato
	
rdfs
:
domain
	
foaf
:
Person

ex
:
impiegato
	
rdfs
:
range
	
foaf
:
Organization

```

Date le due precedenti dichiarazioni, la tripla seguente richiede che  ex:Mario sia necessariamente di tipo foaf:Person ed ex:AziendaX di tipo foaf:Organization:
```
ex
:
Mario
	
ex
:
impiegato
	
ex
:
AziendaX

```

- rdf:type è una proprietà utilizzata per affermare che una risorsa è istanza di una classe. Un qname comunemente accettato per questa proprietà è "a".[5]
- rdfs:subClassOf è una proprietà utilizzata per affermare che una risorsa di tipo rdfs:Class è sottoclasse di un'altra classe; permette dunque di dichiarare gerarchie fra classi.[6]
- rdfs:subPropertyOf è utilizzata per affermare che tutte le risorse correlate da una particolare proprietà sono anche correlate da un'altra proprietà.
- rdfs:label è utilizzata per fornire una versione del nome della risorsa che sia leggibile da un essere umano.
- rdfs:comment è utilizzata per fornire una descrizione di una risorsa che sia leggibile da un essere umano.

### Utility property
- rdfs:seeAlso indica una risorsa che potrebbe fornire informazioni ulteriori riguardo alla risorsa soggetto.
- rdfs:isDefinedBy indica una risorsa che definisce la risorsa oggetto. Questa proprietà può essere utilizzata per indicare un vocabolario RDF in cui la risorsa è descritta.

## Esempi di vocabolari RDF
Fra i più noti vocabolari RDF rappresentati in RDFS troviamo:
- FOAF: con sorgente http://xmlns.com/foaf/spec/, è scritta in RDFS con sintassi RDFa.
- Dublin Core: sorgente RDFS disponibile in diverse sintassi.[7]
- Schema.org: con sorgente https://schema.org/docs/schema_org_rdfa.html, è scritta in RDFS con sintassi RDFa.
- SKOS